# Marau
Marau là một đô thị thuộc bang Rio Grande do Sul, Brasil. Đô thị này có diện tích 649,3 km², dân số năm 2007 là 33783 người, mật độ 52,03 người/km².